# Andrzej Bargieła
Andrzej Bargieła, Andrzej Bargiela (ur. 1954) – polski naukowiec pracujący w Wielkiej Brytanii, profesor dr inż. informatyki. Profesor University of Nottingham oraz Politechniki Krakowskiej im. Tadeusza Kościuszki.

## Życiorys
W 1978 ukończył informatykę na Politechnice Śląskiej w Gliwicach, gdzie następnie pracował jako asystent i starszy asystent przez trzy lata. Od 1981 pracował w Wielkiej Brytanii. 1 stycznia 1984 obronił pracę doktorską w zakresie informatyki na Durham University w Durham. Od 1984 do 2007 pracował na Nottingham Trent University w Nottingham, gdzie w 1992 uzyskał tytuł readera, a w 1996 tytuł profesora. W latach 2000–2007 był profesorem wizytującym na Uniwersytecie Alberty w Edmonton. Jako visiting professor pracował także na Uniwersytecie w Bari w 2003, Technicznym Uniwersytecie Helsińskim w 2004, Tokyo Institute of Technology w latach 2004–2005 oraz Uniwersytet Canterbury, Nowa Zelandia 2014–2017.
10 października 2005 otrzymał z rąk Prezydenta Rzeczypospolitej Polskiej tytuł profesora nauk technicznych.
Od 2007 pracuje na University of Nottingham.
Jego specjalności to: informatyka, modelowanie i symulacja systemów cyfrowych, obliczenia równoległe i rozproszone, wizualizacja informacji, zbiory rozmyte, obliczenia neuronowe, obliczenia ziarniste.
Jest członkiem Sekcji Systemów Wspomagania Decyzji w Komitecie Automatyki i Robotyki PAN oraz licznych instytucji i stowarzyszeń międzynarodowych m.in.: British Computer Society (od 1986) Institute of Electrical and Electronics Engineers (od 1994), Society for Modelling and Simulation (od 1996), Council of Professors and Heads of Computing (od 1996).
Jest współedytorem czasopism IEEE Transactions on Systems, Man and Cybernetics oraz Information Sciences.
Jest redaktorem serii Computer Simulation and Modelling w Research Studies Press, członkiem komitetów redakcyjnych następujących czasopism: Journal of Advanced Computational Intelligence and Intelligent Informatics (od 2005), International Journal of Simulation (od 2003), International Journal of Grid and Utility Computing (od 2003), International Journal of Knowledge Engineering Systems (od 2003), International Journal of Engineering Simulation (od 2001), Systems Science and Technology (od 2000) oraz redaktorem naczelnym Modelling and Simulation in Engineering (Hindawi Publishing Corp, od 2006). W 2002 był także redaktorem specjalnego wydania Archives of Control Sciences (2002).
W latach 2002–2004, 2004–2006 oraz 2010–2012 był prezydentem Europejskiego Society for Modelling and Simulation (ECMS).
Jest prezesem spółki informatycznej Infohub Ltd.
Był promotorem 21 prac doktorskich oraz członkiem komitetów programowych ponad 60 konferencji międzynarodowych.
Studiował u profesorów Richarda Gessinga i Stefana Węgrzyna (Politechnika Śląska), Janusza Kacprzyka (PAN) oraz Michaela Sterlinga (University of Birmingham).

## Publikacje
Jest autorem książek, artykułów w czasopismach naukowych, rozdziałów w książkach oraz referatów konferencyjnych.
Wraz z Witoldem Pedryczem jest współautorem książki Granular Computing – An Introduction, Kluwer Academic Publishers, 2002, oraz redaktorem Human-centric information processing through granular modelling, Springer series, Studies in Computational Intelligence, 2009. Z Kaoru Hirota i Hiroshi Takahashi jest współautorem książki angielsko-japońskiej Fuzzy logic, AI and Neurocomputing in Computational Intelligence, SOFT , Japonia 2005.